# Naciye Suman
Naciye Suman (1881-1973), conocida durante su carrera como Madame Naciye o Naciye Hanım, fue la primera fotógrafa profesional turca musulmana. Cuando los títulos otomanos fueron abolidos en favor de apellidos hereditarios fijos,  ella escogió el apellido Suman. Luego de estudiar fotografía en Austria,  abrió un estudio en su casa en 1919. Sus clientes eran mayoritariamente mujeres y se especializaba en retratos y fotos matrimoniales. Más adelante, dio clases de fotografía en el palacio del sultán. 

## Primeros años
Naciye nació el 23 de abril de 1881 en Üsküp, Imperio Otomano (actualmente Skopie, capital de Macedonia) y era hija del Mayor Salih Bey. Fue llamada durante un tiempo en su vida por el título Hanım (que significa "Doña" o "Señora"). En 1903,  se casó con el capitán  İsmail Hakkı Bey,  con el cual tuvo tres hijos: Nusret Nusman, quien acabaría siendo un escultor; y dos hijas, Fikret y Nedret. A raíz de la migración forzada durante las Guerras balcánicas de 1912-1913, la familia se vio forzada a emigrar hacia Anatolia. Durante la migración, Suman perdió su cuarto niño cerca de la frontera húngara. Aunque la familia logró llegar a Estambul, un amigo de confianza les ayudó a escaparse del conflicto y reinstalarse en Viena. La fotografía en aquel tiempo era una novedad, y Suman estudió para aprender este oficio. El año siguiente, 1914, su marido fue llamado a retornar a Turquía y la familia, incluyendo a Suman, su marido, tres niños, su madre, una abuela y tres criados, se mudó a la Mansión Saitpaşuna en Yıldız, en el barrio Serşiktaş de Estambul. Trajo consigo su equipo forográfico e instaló un estudio pequeño en el área de lavandería de la azotea de su casa.

## Carrera
Durante la Primera Guerra Mundial, el marido de Suman fue enviado al Frente, y ella permaneció en casa como jefa de la familia. Esta guerra fue seguida por la Guerra de Independencia turca, y los tiempos eran difíciles. En 1919, cuando tuvo que vender la platería de la familia para mantener a sus hijos, decidió tomar otra decisión. Suman colgó un cartel en el frente de la mansión que decía sencillamente "Türk Hanımlar Fotoğrafhanesi-Naciye" (Fotógrafa turca-Naciye") y empezó así a trabajar como la primera mujer musulmana profesional fotógrafa en Turquía. Durante este periodo, las mujeres llevaban el velo y no trabajaban, en especial aquellas que fuesen hijas de un pashá, y sin embargo, tuvo clientas desde el primer día. Muchas mujeres, las cuales tenían a sus esposos combatiendo en el Frente, querían hacerse fotos para envíarselas a sus maridos en cartas. En 1921, dejó la mansión y se mudó a un apartamento pequeño, moviendo su estudio a una ubicación separada. Su trabajo fue presentado ese mismo año en Kadınlar Dünyası (Mujeres Mundiales), la principal revista femenina turca de la época. Además, tomaba fotos matrimoniales e impartía clases en el palacio del sultán Mehmed V. Cuándo la guerra acabó, Suman dejó a su marido y continuó su negocio de fotografía hasta 1930. En ese año, cuando su hija la hizo abuela, Suman cerró su estudio y se mudó a Ankara.[1] En 1934, cuándo el régimen turco pasó la Ley de Apellidos, permitiendo que los ciudadanos tomaran apellidos hereditarios en lugar de títulos, Naciye tomó "Suman" como apellido.
Suman falleció el 23 de julio de 1973 en Ankara, Turquía. Se creía que sus fotografías se habían perdido, pero la coleccionista y escritora Gülderen Bölük ha sido capaz de documentar postales con el sello de su estudio y conserva seis de éstas.